# Cerkev sv. Roka, Ljubljana
Cerkev svetega Roka, Dravlje, Ljubljana, pripada rimskokatoliški Cerkvi in je podružnična cerkev župnije Ljubljana-Dravlje. Župnija je v upravljanju jezuitskega reda. Cerkev stoji na ovinku Vodnikove ceste v Dravljah, zahodno od pokopališča in v neposredni bližini nove župnijske cerkve Kristusovega učlovečenja, ki je bila med leti 1980 in 1985 sezidana zaradi rasti števila okoliškega prebivalstva, zlasti v bližnjih blokovskih stanovanjskih naseljih.

## Izgradnja in oprema
Cerkev je bila sezidana kot rezultat zaobljube za gradnjo po ozdravitvi med epidemijo kuge, ki je razsajala leta 1644; zgrajena je bila leta 1646. Pred cerkvijo je kužno znamenje sv. Roka iz obdobja gradnje cerkve. Do prve svetovne vojne so iz Ljubljane organizirali zaobljubne procesije na praznik sv. Roka, zaobljubna romanja pa so še živ običaj. Namesto prvotne so okoli leta 1730 zgradili sedanjo baročno dvoransko cerkev z zvonikom nad vhodom. Sedanji glavni oltar slikarja Mateja Tomca iz Šentvida je iz 19. stoletja. V tronu je lesen kip sv. Roka, poleg njega pa angel drži tablo z napisom "Rochus pestis patronas" (Rok je zavetnik proti kugi). Stranska oltarja, ki so jih odstranili zaradi slabega stanja in zakrivanja svetlobe, sta bila posvečena Marijinemu vnebovzetju ter sv. Kozmu in Damijanu. Elektronske orgle so iz leta 1971. Križev pot je delo slikarja Janeza Potočnika, v cerkvi pa je tudi nekaj del domačina, akademskega slikarja Staneta Kregarja (krstilnica z mozaiki in veliko bandero).
Zaradi bližine zgoščene pozidave in specifične neposredne (tudi vertikalne) bližine višje ležečih blokovskih stanovanj pri zvonjenju sicer prihaja do sporov z okoliškimi prebivalci.